# アラン・パーカー
アラン・パーカー（Sir Alan William Parker、CBE、1944年2月14日 - 2020年7月31日）は、イングランド出身の映画監督、映画プロデューサー、脚本家。

## 略歴
ロンドン出身。コピーライターを経て、友人のデヴィッド・パットナムが1971年に映画『小さな恋のメロディ』を製作する際、原作・脚本を担当して参加し映画界と関わるようになる。1974年のBBC制作によるテレビ映画、『The Evacuees』ではBAFTAのテレビ部門賞を獲得。1976年の『ダウンタウン物語』で劇場用映画の監督デビューを果たす。1978年の監督作『ミッドナイト・エクスプレス』が高い評価を獲得し、自身もアカデミー監督賞にもノミネートされた（アカデミー賞6部門ノミネート、2部門受賞）。その後も1980年公開の『フェーム』では興行的成功を収め、1985年の『バーディー』ではカンヌ国際映画祭の審査員特別グランプリを受賞。1988年の『ミシシッピー・バーニング』では再びアカデミー賞にノミネートされた。その後、英ディレクターズ・ギルドの設立に関わり、英フィルム・カウンシルの会長も務めた。1990年代後半には英映画協会（BFI）の会長を務め、1995年には大英帝国勲章司令官（CBE）、2002年にはナイトの爵位を受けた。2013年にはBAFTAから最高の栄誉とされるフェローシップ賞を贈られた。
妻リサ・モーラン=パーカーとの間に5人の子供、7人の孫がいる。
音楽界にも携わり、プログレッシブロック・バンド「ピンク・フロイド」の大ヒットアルバム『ザ・ウォール』を、1982年『ピンク・フロイド ザ・ウォール』のタイトルで映画化。
小説家としても、Puddles In The Lane、The Sucker's Kissなどの作品を発表している。
2020年7月31日、76歳で病没。

## 主な作品

### 監督
- ダウンタウン物語 Bugsy Malone（1976年、兼脚本）
- ミッドナイト・エクスプレス Midnight Express（1978年）
- フェーム Fame（1980年）
- シュート・ザ・ムーン Shoot the Moon（1982年）
- ピンク・フロイド ザ・ウォール Pink Floyd The Wall（1982年）
- バーディ Birdy（1984年）
- エンゼル・ハート Angel Heart（1987年、兼脚本）
- ミシシッピー・バーニング Mississippi Burning（1988年）
- 愛と哀しみの旅路 Come See the Paradise（1990年、兼脚本）
- ザ・コミットメンツ The Commitments（1991年）
- ケロッグ博士 The Road to Wellville（1994年、兼脚本・製作）
- エビータ Evita（1996年、兼脚本・製作）
- アンジェラの灰 Angela's Ashes（1999年、兼脚色・製作）
- ライフ・オブ・デビッド・ゲイル The Life of David Gale（2003年、兼製作）

### 原作・脚本
- 小さな恋のメロディ Melody（1971年）

## 著書

### 長篇小説
- Puddles In The Lane（1977年）
- The Sucker's Kiss（2003年）

## 関連文献
- The Sucker's Kiss イギリスの大物映画監督が書いた裏社会を生きる少年の成長記（宮脇孝雄）